# Landmannsdorf
Landmannsdorf ist ein Gemeindeteil von Adelzhausen im schwäbischen Landkreis Aichach-Friedberg.

## Geographie
Bei Landmannsdorf entspringt die Ecknach.
Das Kirchdorf liegt circa zwei Kilometer westlich von Adelzhausen an der Landstraße AIC 22.

## Geschichte
Bei Landmannsdorf wurden Reste einer Ziegelei aus der römischen Kaiserzeit gefunden.
Mit dem Zweiten Gemeindeedikt vom 17. Mai 1818 wurde Landmannsdorf zur Gemeinde Burgadelzhausen zugeordnet. 
Zum 1. Juli 1976 wurde im Zuge der kommunalen Neuordnung Bayerns die Gemeinde Burgadelzhausen mit Landmannsdorf zu Adelzhausen eingegliedert.

## Baudenkmäler
Siehe auch: Liste der Baudenkmäler in Landmannsdorf
- Katholische Filialkirche St. Sebastian, im Kern aus der ersten Hälfte des 17. Jahrhunderts